# بویزیه
بویزیه (به عربی: البویزیة) یا بویزیه و المیس روستایی فلسطینی، واقع در ۲۲ کیلومتری شمال شرق صفد بود.